# Adolf von Hertzberg
Pour les articles homonymes, voir Hertzberg.
Adolf Karl Theodor Friedrich von Hertzberg (né le 28 juillet 1820 à Dantzig et mort le 2 janvier 1910 à Francfort-sur-l'Oder) est un lieutenant général prussien.

## Biographie

### Origine
Adolf est le fils du major prussien Friedrich von Hertzberg (1790-1861) et de son épouse Emilie, née von Gerlach (1797-1870).

### Carrière militaire
Après le lycée de Dantzig, Hertzberg rejoint comme mousquetaire le 1er novembre 1839 le 5e régiment de grenadiers de l'armée prussienne et promu sous-lieutenant à la fin de février 1842. Du 9 avril au 14 octobre 1846, il est affecté au bataillon d'infanterie d'entraînement puis à l'École générale de guerre pour un perfectionnement jusqu'à la mi-mars 1848. Pendant ce temps, il est transféré au régiment d'infanterie de réserve de la Garde Landwehr le 27 mars 1847 et nommé adjudant de bataillon le 1er novembre 1848. Le 2 mai 1849, Hertzberg prend congé de son poste de premier lieutenant et entre à ce titre au service du Mecklembourg-Schwerin le 7 mai 1849. Là, il devient adjudant le 1er octobre 1849 dans le 2e bataillon de mousquetaires. Il rejoint le bataillon d'infanterie légère le 29 octobre 1851 et est affecté à l'état-major le 18 septembre 1852. Là, il est promu capitaine le 6 avril 1856 et transféré au bataillon de grenadiers de la Garde en tant que commandant de compagnie le 1er juin 1857. Le 28 juillet 1858, il rejoint le grand-duc Frédéric-François II comme adjudant d'aile. Promu major le 5 octobre 1860, il participe aux batailles d'Oberselk, Nübel, Strup, Rackebüll et Veile ainsi qu'à la prise de Düppel lors de la guerre contre le Danemark en 1864. Pour cela, il reçoit l'Ordre de l'Aigle rouge de 3e classe avec épées, la Croix du Mérite Militaire et l'ordre de la Couronne de fer de 3e classe avec décoration de guerre. Le 19 juin 1864, il prend congé de son service dans le Mecklembourg.
Le 20 juin 1864, Hertzberg retourne au service prussien en tant que major et est nommé à l' état-major. Le 14 juillet 1864, il obtient l'autorisation de se rendre en France et en Angleterre. Là, il visite les camps de Châlons et d'Aldershot. Après son retour, il est nommé le 10 décembre 1864 à l'état-major de la 5e division d'infanterie. Il reçoit la Croix de l'assaut de Düppel (de) le 11 avril 1865 et est promu lieutenant-colonel le 8 juin 1866. Pendant la guerre austro-prussienne, il combat à Gitschin et Sadowa. Pour cela, il reçoit le 20 septembre 1866 l'ordre de la Couronne de 3e classe avec épées et le 25 septembre 1866, la Croix du mérite militaire de Mecklembourg de 1re classe. Hertzberg commande du 16 août 1866 au 19 juillet 1867 le 3e bataillon du 36e régiment de fusiliers. Il devient ensuite chef d'état-major du 7e corps d'armée et est promu colonel fin mars 1868.
Lors de la mobilisation pour la guerre contre la France, Hertzberg devient le 18 juillet 1870 haut quartier-maître du haut commandement de la 2e armée sous le commandement du prince Frédéric-Charles de Prusse. Pour le reste de la relation mobile, il reçoit le 16 décembre 1870 le commandement du 68e régiment d'infanterie (de) et agit du 27 décembre 1870 au 15 mars 1871  comme chef de la 32e brigade d'infanterie. Hertzberg participe aux batailles de Vionville, Gravelotte, Orléans, Bapaume, Beaugency, Saint-Quentin ainsi qu'au siège de Metz et à l'encerclement de Péronne. Pour son travail, il reçoit les deux classes de la Croix de fer, la croix de commandeur honoraire de l'ordre du Mérite du duc Pierre-Frédéric-Louis ainsi que la croix de commandeur de 1re classe de l'ordre grand-ducal de Louis de Hesse.
Après la paix préliminaire de Versailles, Hertzberg est nommé le 29 mars 1871 commandant du 68e régiment d'infanterie. Avec le grade et les honoraires de commandant de brigade, il est transféré parmi les officiers de l'armée le 4 juillet 1872 et reçoit le commandement de la 51e brigade d'infanterie (de) dans le Wurtemberg. Tout en restant à ce commandement, Hertzberg rejoint les officiers de l'armée à la suite le 31 octobre 1872 et est promu général de division fin mars 1873. Il est rappelé du Wurtemberg le 4 janvier 1876 et nommé commandant de la 43e brigade d'infanterie à Cassel. Promu lieutenant général, Hertzberg est muté parmi les officiers de l'armée le 18 janvier 1878 et reçoit une pension le 4 février 1879. À l'occasion de ses adieux, il reçoit l'Étoile de l'ordre de l'Aigle rouge de 2e classe avec feuilles de chêne et épées sur l'anneau et le 16 août 1895 à l'occasion du 25e anniversaire de la bataille de Vionville, l'ordre de la Couronne de 1re classe avec des épées sur l'année. Il est chevalier légal de l'Ordre de Saint-Jean et est décédé le 2 janvier 1910 à Francfort-sur-l'Oder.

### Famille
Hertzberg se marie avec Anna von Gerlach (1838-1919), fille du chef de la police Karl von Gerlach, le 19 octobre 1865 à Francfort-sur-l'Oder. Le mariage donne naissance aux enfants Frieda (1866-1867), Magdalena (née en 1861), Helmut (1870-1871), Karl (né et mort en 1872) et Adolf (né en 1874).